# Octobre 1771
Le mois d’octobre 1771 est le 10e mois de l'année 1771.

## Événements
- 17 octobre : Ascagne à Albe, opéra de Wolfgang Amadeus Mozart, est créé à Milan.
- 23 octobre : Création de la ville de Singkawang en Indonésie.
- 25 octobre : conférence entre le ministre autrichien Kaunitz avec le prince Galitzine, ambassadeur de Russie à Vienne. Kaunitz propose l’intervention de l’Autriche dans le règlement de la paix si Catherine II renonce à la Moldavie et la Valachie et à l’indépendance du Khanat de Crimée[1].

## Naissances
- 1er octobre
  - Dominique Charles de Rivarola (mort le 20 décembre 1844), personnalité politique française
  - Pierre Baillot (mort le 15 septembre 1842), musicien français
- 2 octobre
  - Henri-François Dumolard (mort le 21 décembre 1845), dramaturge français
  - Louis Ducouret (mort le 31 août 1813), militaire français de la Révolution et de l’Empire
- 3 octobre : Auguste Creuzé de Lesser (mort le 14 août 1839), homme politique français
- 4 octobre : Pierre Léglise (mort le 9 juin 1838), général français de la Révolution et de l’Empire
- 6 octobre : Gustaf Löwenhielm (mort le 29 juillet 1856), général et diplomate suédois
- 7 octobre : Jean-Joseph Leroy (mort le 2 septembre 1849), personnalité politique française
- 9 octobre
  - Frédéric-Guillaume de Brunswick-Wolfenbüttel (mort le 16 juin 1815), général prussien
  - Sewrin (mort le 22 avril 1853), auteur dramatique et goguettier français
- 11 octobre : Étienne Estève (mort le 25 avril 1844), général français de la Révolution et de l'Empire
- 12 octobre : Mikhaïl Andreïevitch Miloradovitch (mort le 26 décembre 1825), général russe
- 13 octobre
  - Gotthelf Fischer von Waldheim (mort le 6 octobre 1853), scientifique allemand
- 17 octobre
  - Ambrogio Bianchi (mort le 3 mars 1856), prélat catholique
  - François Grouvel (mort le 26 décembre 1836), général français de l’Empire, de la Restauration, et de la Monarchie de Juillet
  - Pierre Triaire (mort le 30 décembre 1799), soldat de la Révolution française
  - Vincent Rivier (mort le 26 juillet 1838), avocat et maire de Grenoble
- 18 octobre
  - Alexandre de Ferrière (mort le 23 février 1848), dramaturge français
- 19 octobre
  - Auguste Guillaume Josse-Beauvoir (mort le 15 avril 1853), homme politique français
  - Domitien Joseph Asselin de Williencourt (mort le 23 janvier 1835), général français de la Révolution et de l’Empire
  - Jean-Claude Boudinhon-Valdec (mort le 5 novembre 1846), général français de la Révolution et de l’Empire
- 20 octobre : Dominique Larreillet (mort le 9 novembre 1857), maître de forges français
- 21 octobre : Alexandre-Étienne Choron (mort le 29 juin 1834), musicien français
- 24 octobre : Juan Francisco Marco y Catalán (mort le 16 mars 1841), prélat catholique
- 25 octobre : Pierre-Alexandre Dereix (mort le 1er juillet 1840), personnalité politique française
- 28 octobre : Jean Dieudonné Lion (mort le 8 août 1840), général belge de l’Empire et de la Restauration
- 29 octobre : Dmitri Vladimirovitch Galitzine (mort le 27 mars 1844), général russe
- 30 octobre
  - Louis Alexandre Marie Valon du Boucheron d’Ambrugeac (mort le 25 mars 1844), personnalité politique française
  - Pierre-Hubert Nysten (mort le 3 mars 1818), physiologiste et pédiatre franco-belge
  - Thomas Smith Webb (mort le 6 juillet 1819), écrivain américain

## Décès
- 8 octobre : Charles-Louis d'Albert de Luynes (né le 24 avril 1717), duc de Luynes et de Chevreuse
- 9 octobre : Jan Klemens Branicki (né le 21 septembre 1689), personnalité politique polonaise
- 14 octobre
  - František Brixi (né le 2 janvier 1732), compositeur tchèque
  - John Gill (né le 23 novembre 1697), théologien
- 16 octobre : Christine-Charlotte de Solms-Braunfels (née le 10 novembre 1690), princesse allemande
- 19 octobre : Giovanni Conca (né vers 1690), peintre italien
- 21 octobre
  - Auguste-Georges de Bade-Bade (né le 14 janvier 1706), dernier margrave de Bade-Bade
  - Mathias Chardon (né le 22 septembre 1695), historien et ecclésiastique français
- 22 octobre : Charles-Nicolas d'Oultremont (né le 26 juin 1716), prince-évêque de Liège
- 24 octobre : Charles-Godefroy de La Tour d'Auvergne (né le 16 juillet 1706), aristocrate français
- 25 octobre : Christian Ernest de Stolberg-Wernigerode (né le 2 avril 1691), prince allemand
- 27 octobre
  - Johann Gottlieb Graun (né le 27 octobre 1703), compositeur allemand